# Gangesvlakte

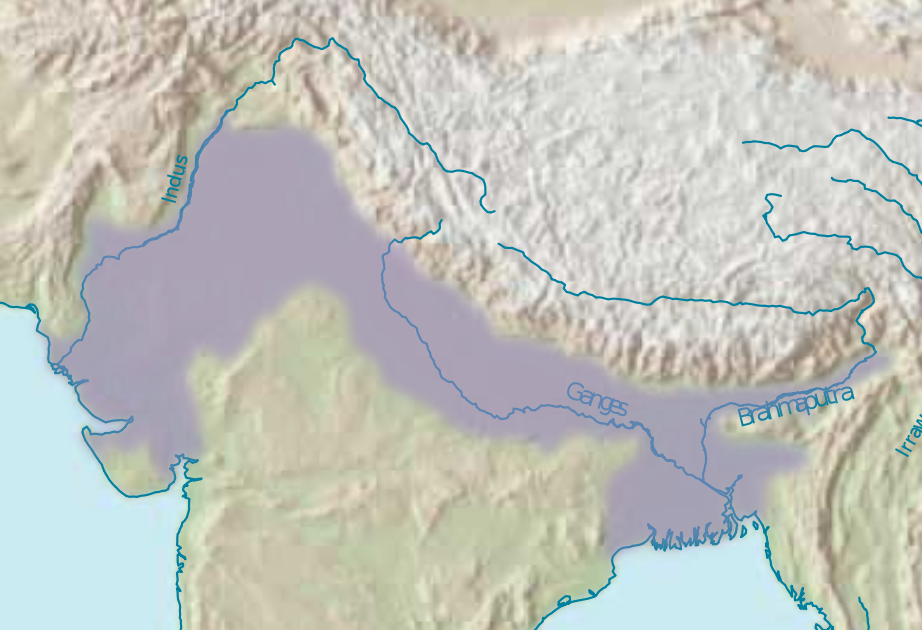
Schematische kaart van de Indus-Gangesvlakte

De Gangesvlakte is een grote en vruchtbare laagvlakte die het grootste deel van het noorden en oosten van India, het zuiden van Nepal en het grootste deel van Bangladesh omvat. De vlakte is genoemd naar de rivier de Ganges, die van noordwest naar zuidoost door de vlakte stroomt. Ten noordoosten van de vlakte ligt de Himalaya, het hoogste gebergte ter wereld. De Ganges en haar grote zijrivieren de Yamuna, Ghaghara en Gandaki ontspringen daar. In het zuiden gaat de vlakte over in het heuvelland van het Vindhyagebergte. In het noordoosten komt de Gangesvlakte samen met de Brahmaputravallei, de riviervlakte van de Brahmaputra, die samenvloeit met de Ganges in de Gangesdelta.
De vlakte bevat een van de grootste bevolkingsconcentraties op aarde, met van Bangladesh tot in de Punjab een brede strook waar meer dan 500 inwoners per km² wonen .

## Omvang
De Gangesvlakte wordt in het noorden en oosten begrensd door de convexe boog van de Himalaya's, die het Indische Subcontinent scheiden van de rest van Azië. De Himalaya's lopen in parallelle zones, waarvan de zuidelijkste de langgerekte heuvels van de Siwaliks zijn. De Ganges en haar zijrivieren hebben doorbraakdalen door deze heuvelketen gevormd. Twee smalle langgerekte gebieden, samen bekend als de Terai, vormen de noordelijke rand van de Indus-Gangesvlakte en de basis van de Himalaya. Op de plekken waar de uitlopers van de Himalaya de Gangesvlakte ontmoeten liggen lage heuvels die lokaal bekendstaan als ghar en die gevormd zijn door ruw zand en kiezelstenen, die er zijn neergelegd door de bergrivieren. Grondwater vanuit deze gebieden stroomt vanaf waar de vlakte begint over de oppervlakte uit en grote, langs rivieren gelegen gebieden veranderen hierdoor in moerasgebied.
In het oosten scheidt het Plateau van Shillong de Gangesvlakte en -delta van de Brahmaputravallei. In het zuiden wordt de Gangesvlakte begrensd door randgebergten van het Hoogland van Dekan; het Vindya- en het Satpuragebergte, en het plateau van Chota Nagpur.
De precieze omvang van de Gangesvlakte is echter, omdat het een uitgestrekt natuurlijk geomorfologisch gebied is, lastig te bepalen en kent dan ook meerdere definities. Vooral de zuidelijke begrenzing staat ter discussie.
Topografisch gezien is de vlakte homogeen, met alleen de oevers van de vloedvlaktes, de meanderende rivierbeddingen en andere door riviererosie ontstane vormen, als natuurlijke landschapsvormen.
De westelijke rand is het vlakke plateau op de waterscheiding van de Ganges met de Indus in Haryana en de oostelijke Punjab. Dit plateau scheidt de Gangesvlakte van de Indusvlakte. In het zuiden gaat het vruchtbare plateaulandschap over in de vlakke Tharwoestijn in Rajasthan. Ten oosten van de Tharwoestijn ligt de basis van de heuvels van de centrale hooglanden (Aravalligebergte en Malwa) en het noordelijke randgebergte van het Hoogland van Dekan.

## Geschiedenis
De Indusbeschaving ontstond in het westen maar ging rond 1900 v.Chr. ten onder, waarna rond 1600 v.Chr. de Vedische periode aanbrak. De Vedische beschaving verspreidde zich vanaf 1000 v.Chr. geleidelijk vanaf het westen naar het oosten over de vlakte. De Ganges-Yamunadoab in het westen van de Gangesvlakte was het toneel van het epos de Mahabharata.
Het merendeel van de eerste koninkrijken, de mahajanapada's, lag in de Gangesvlakte. Daaronder was ook Magadha, dat in de 5e eeuw v.Chr. onder de Nandadynastie uitgroeide tot het eerste keizerrijk. Het bereikte zijn hoogtepunt onder de Mauryadynastie in de 3e en 2e eeuw v.Chr. Het Guptarijk (4e eeuw n.Chr.) had eveneens Magadha als kerngebied. Keizer Harsha regeerde in de 7e eeuw echter vanuit Kannauj in het westen van de vlakte. 
Ook het politieke machtscentrum van Brits-Indië lag eerst in Calcutta in de Gangesdelta, en later in Delhi.

## Landbouw
De landbouw op de Gangesvlakte bestaat hoofdzakelijk uit het afwisselend verbouwen van rijst en graan. Andere gewassen zijn maïs, suikerbieten en katoen. 
De regenval vindt voornamelijk plaats tijdens de zuidwestelijke moesson, die normaliter voldoende is voor gewone landbouw. De vele rivieren uit de Himalaya leveren een relatief constante aanvoer van water, dat gebruikt wordt voor grote irrigatiewerken.
In verband met het toenemende smelten van gletsjers in de Himalaya, maken internationale milieu- en klimaatorganisaties zich zorgen over dat deze relatief constante aanvoer van water uit de Himalaya in de toekomst gevaar loopt. Deze organisaties wijzen dan onder andere ook op een toenemende kans op droogte in de Gangesvlakte, waardoor de kans bestaat dat de voedselvoorziening voor grote groepen mensen in gevaar komt.

## Bevolking
Er worden op de Gangesvlakte vrijwel alleen Indo-Arische talen gesproken. Van zuidwest naar oost zijn de belangrijkste talen en taalgroepen Punjabi, Hindi en Urdu (Hindoestani), Bihari en Bengaals. Er bestaat een grote variëteit aan streektalen, die in meerdere gevallen een dialectcontinuüm en/of samen een macrotaal vormen.
Tussen de grote steden liggen kleinere steden en het platteland is ook dichtbevolkt. De Indiase staat Bihar bijvoorbeeld heeft, ondanks dat het maar één stad met meer dan een miljoen inwoners heeft (Patna), toch een hoge bevolkingsdichtheid (837/km²).